# Schatili
Schatili (georgisch შატილი; ʃɑtʼɪlɪ) ist ein Dorf in Georgien, in der historischen Provinz Chewsuretien. Heute gehört es zur Munizipalität Duscheti der Region Mzcheta-Mtianeti und ist Hauptort einer gleichnamigen Gemeinde (შატილის თემი, Schatilis temi). Schatili gilt als eines der besten Beispiele der georgischen mittelalterlichen Architektur in Chewsuretien. Das Dorf erfüllte früher auch die Funktion einer Festung und hatte aufgrund der Nähe zur nördlichen Staatsgrenze strategische Bedeutung für das Königreich Georgien.

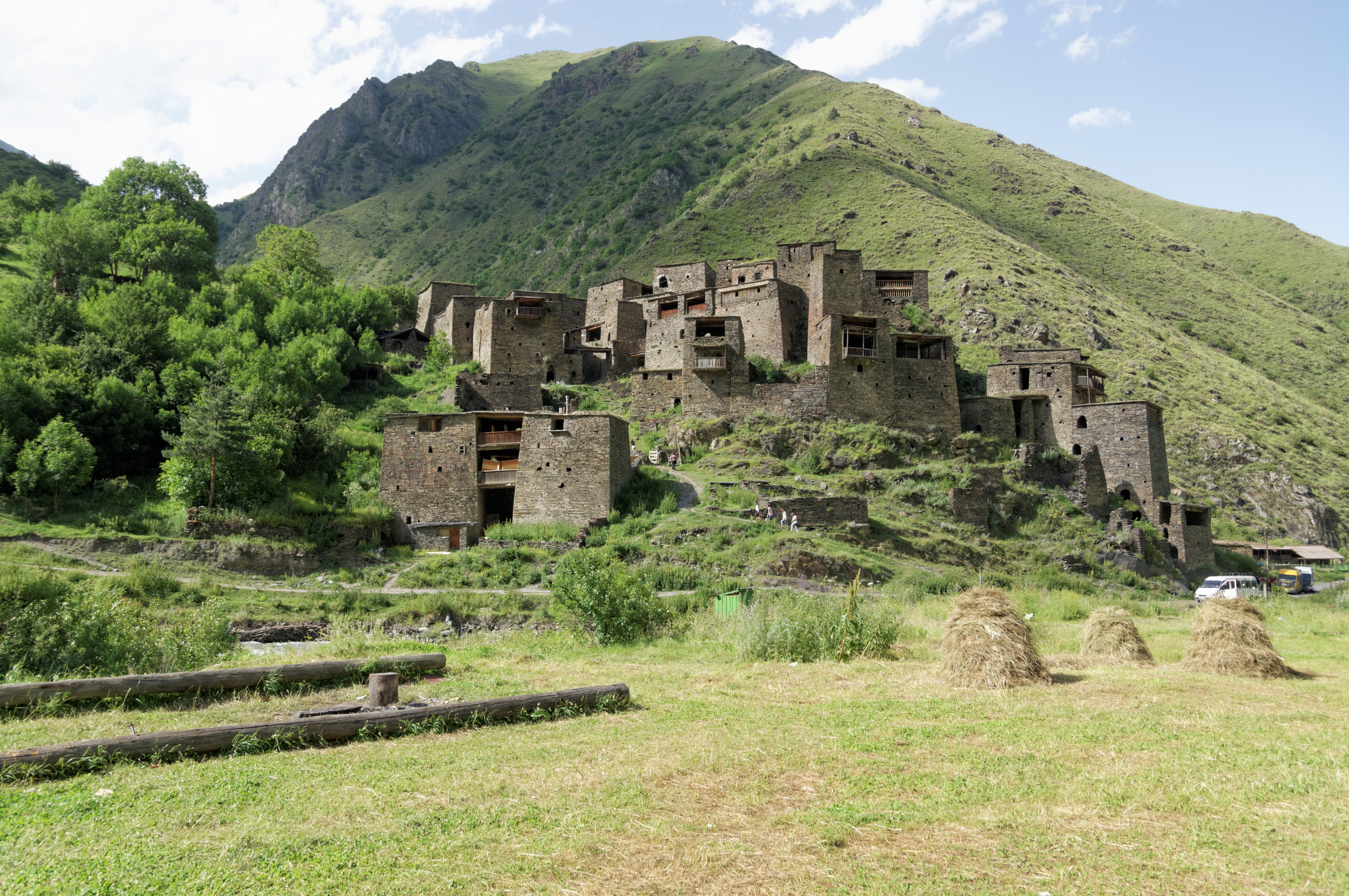
Schatili

Das alte Dorf Schatili ist an einem Felsen gelegen. Die Häuser sind sehr dicht, faktisch ohne Abstand gebaut, sodass die äußeren Gebäude eine Mauer um das Dorf bilden. Schatili war mit anderen Dörfern in Chewsuretien durch den einzigen Weg im Argun-Tal verbunden. Die Wohngebäude des alten Dorfes sind Häuser mit Flachdächern oder die in Chewsuretien weit verbreiteten Wohntürme.
In den 1970er-Jahren wurde mit der Restaurierung des ursprünglichen Dorfs begonnen. Am 24. Oktober 2007 wurde Schatili auf die Vorschlagsliste des UNESCO-Weltkulturerbes gesetzt.
Um das alte Dorf liegen einige modernere Dorfhäuser in lockerer Bebauung. Der Ort hatte bei der letzten Volkszählung (2014) nur 22 ständige Einwohner; 2002 waren es noch 68, in der ersten Hälfte des 20. Jahrhunderts über 200. Trotzdem ist Schatili der größte Ort in Chewsuretien nördlich des Kaukasus-Hauptkammes; in den anderen sieben noch ständig bewohnten Orten des Gebietes leben zusammen nur 26 Menschen, davon 15 in Muzo.